# Municipio de Madison (condado de Edmunds)
El municipio de Madison (en inglés: Madison Township) es un municipio ubicado en el condado de Edmunds en el estado estadounidense de Dakota del Sur. En el año 2010 tenía una población de 19 habitantes y una densidad poblacional de 0,2 personas por km².

## Geografía
El municipio de Madison se encuentra ubicado en las coordenadas 45°17′45″N 99°31′28″O / 45.29583, -99.52444. Según la Oficina del Censo de los Estados Unidos, el municipio tiene una superficie total de 93.56 km², de la cual 91 km² corresponden a tierra firme y (2,73 %) 2,56 km² es agua.

## Demografía
Según el censo de 2010, había 19 personas residiendo en el municipio de Madison. La densidad de población era de 0,2 hab./km². De los 19 habitantes, el municipio de Madison estaba compuesto por el 100 % blancos. Del total de la población el 0 % eran hispanos o latinos de cualquier raza.